# All Star Comics
All Star Comics es un comic book de los años 40 de All-American Publications, una de las compañías que luego se fusionó con National Periodical Publications para formar a la actual DC Comics. Con la excepción de los primeros dos números, All Star Comics contaba principalmente las aventuras de la Sociedad de la Justicia de América. La serie se destaca por haber presentado a la Sociedad de la Justicia de América, el primer equipo de superhéroes, y también la de la Mujer Maravilla.

## Serie original
El concepto original para los cómics de All Star era una antología que contenía muchas series populares de otras antologías publicadas por All-American Publications y National Comics. El número 1 de All Star Comics contiene principalmente historias de superhéroes como Flash, el Hombre Halcón y Ultra-Man de la época dorada de All America. Hour-Man, el Espectro y Sandman de National más las aventuras "Biff Bronson" y comedia "Rojo, Blanco y Azul".  El título apareció por primera vez en una portada del Verano de 1940.
El número 3 (invierno 1940/41) tiene un significado histórico ya que fue la primera aparición de la Sociedad de la Justicia, en la que sus miembros intercambian historias de sus proezas, dando lugar consecuentemente a una colección de aventuras en solitario. Además de Flash, Hawkman, Hour-Man, el Espectro y Sandman, estaban el Dr. Fate, de Adventure Comics de National y Linterna Verde y el Átomo de All-American Comics. La Sociedad de la Justicia fue originalmente una historia para presentar una antología de historias solistas sobre los personajes individuales. Los diferentes capítulos de la Sociedad de la Justicia frecuentemente serían dirigidas por diferentes artistas. Este nuevo formato resultó ser tan exitoso como las aventuras individuales y los héroes empezaron a formar equipos para luchar contra el crimen.
El número 8 (diciembre de 1941) es notable en la historia de los cómics de superhéroes por la aparición por primera vez de la Mujer Maravilla en una historia de 8 páginas escrita por William Moulton Marston bajo el nombre de "Charles Moulton", con dibujos de Harry G. Peter. La historia fue incluida como historia de relleno en el número para probar el interés de los lectorres en el concepto. La historia de la Mujer Maravilla generó una respuesta lo suficientemente positiva para darle característica de líder en la antología de Sensation Comics a partir del número 1. Mujer Maravilla también aparecería en All Star Comics desde el número 11 como miembro de la Sociedad de la Justicia.
All Star Comics incrementó su frecuencia de cuatrimestral a bimestral y la Sociedad de la Justicia duró hasta el número 57 (marzo de 1951), irónicalmente con una historia titulada "El misterio de los detectives desaparecidos". Los cómics de superhéroes decayeron a principios de los años 1950 y All Star Comics se convirtió en All Star Western entre los números 58 y 119 (en 1961) reemplazando a los héroes de la Sociedad de la Justicia por los del Western.

## Renovaciones

### Renovación de la serie de 1976
En 1976 el nombre All Star Comics fue resucitado para una serie que retrataba las aventuras de la actual SJA. Esta nueva serie ignoró la enumeración de All-Star Western y continuó la enumeración original, comenzando con All-Star Comics N.º 58. A partir del número 66, un guion se agregó al título y las palabras "All-Star Comics"  se volvieron una parte muy pequeña de la cubierta mientras las palabras "Sociedad de la Justicia" se puso más grande. Esta serie llegó a los diecisiete números antes de que fuera cancelada abruptamente como la parte de la implosión de DC, una masiva cancelación títulos por parte de la editorial, y las aventuras de la SJA se continuaron en Adventure Comics. 
La serie de los años 1970 introdujo a nuevos personajes como Power Girl y la versión de la Cazadora encarnada por Helena Wayne. Además, esta serie fue la primera serie regular ambientada en la continuidad alternativa de DC, Tierra-2. A pesar de la cancelación de la serie, esto generó suficiente interés para crear otras dos series ubicadas en Tierra-2: All-Star Squadron e Infinity Inc.

### Renovaciones posteriores
Desde entonces, varios cómics relacionados con la Sociedad de la Justicia han usado el nombre All-Star Comics. En 1999 se publicó una serie de dos números bajo el nombre All-Star Comics como parte de la gran trama argumental que implicaba el Retorno de la Sociedad de la Justicia.

## Reimpresiones
La serie completa original se ha reimpreso en volúmenes de tapa dura en la serie DC Archives como All Star Comics Archives volúmenes 0 al 11.
Los primeros nueve números de la renovación de los años 1970, All-Star Comics N.º 58-67, fueron reunidos en el volumen 1 de la Sociedad de la Justicia, publicado en agosto de 2006. Un segundo volumen con el resto de las historias de los años 1970, All-Star Comics N.º 68-74, fue lanzado en febrero de 2007.
- Datos: Q826332